# Leopold Engleitner
Leopold Engleitner (23 juillet 1905 - 21 avril 2013 ), réfractaire au service armé en tant qu'objecteur de conscience et Témoin de Jéhovah durant la Seconde Guerre mondiale. À 107 ans, il était alors le survivant le plus âgé des camps de concentration de Buchenwald, Niederhagen et Ravensbrück.
En 2007, Léopold Engleitner a reçu la Médaille d'or de l'Ordre du Mérite autrichien et la Croix de chevalier de l'Ordre du Mérite de la République fédérale d'Allemagne.

## Biographie
Né à Aigen-Voglhub en Autriche, Engleiter a grandi dans la ville impériale de Bad Ischl. Il étudia la Bible de manière intensive dans les années 1930 et fut baptisé Témoin de Jéhovah en 1932. Jusqu'à la Seconde Guerre mondiale, il dut faire face à une intolérance religieuse, voire à des persécutions, de la part de son voisinage immédiat et des autorités autrichiennes, d'abord du régime fasciste de Dollfuss. et ensuite sous l'Allemagne nazie.
Quand Adolf Hitler occupa l'Autriche en 1938, la religion, les idéologies et l'objection de conscience de Léopold Engleitner à servir dans l'armée le plaquèrent en conflit avec les nazis.
Le 4 avril 1939, il fut arrêté à Bad Ischl par la Gestapo et détenu à Linz et à Wels. Du 9 octobre 1939 au 15 juillet 1943, il fut détenu dans les camps de concentration de Buchenwald, Niederhagen et Ravensbrueck. À Niederhagen, il a rejeté une proposition visant à renoncer à ses convictions pour obtenir sa libération. Malgré des traitements brutaux et inhumains, sa volonté - de défendre des principes équitables et de refuser le service militaire - n’a pas été rompue.
En juillet 1943, pesant seulement 28 kilogrammes, il fut libéré sous condition d'acceptation du travail forcé à vie dans une ferme.
De retour chez lui, il a travaillé dans une ferme à St. Wolfgang. Le 17 avril 1945, trois semaines avant la fin de la guerre, il fut avisé de s'enrôler dans l'armée allemande. Il s'est enfui dans les montagnes de Salzkammergut et s'est caché dans une cabane alpine et une grotte, traqué par les nazis mais jamais retrouvé.
Le 5 mai 1945, Engleitner put rentrer chez lui et reprendre le travail à la ferme en tant que travailleur forcé. Quand, en 1946, il tenta de quitter la ferme, le bureau du travail de Bad Ischl rejeta sa demande, arguant que le devoir de travail forcé imposé par l'occupation nazie était toujours valable. Ce n’est qu’après l’intervention de la puissance occupante américaine qu’il a été libéré de ses fonctions en avril 1946.
La vie d’Engleitner a fait l'objet du livre « Nein statt Ja und Amen » de Bernhard Rammerstorfer (de), publié en 1999 (traduit en anglais en 2004 sous le titre « Unbroken Will » et en français en 2006 sous le titre « Une volonté de fer ») puis du documentaire « Nein statt Ja und Amen » (récompensé entre autres de l'Ours d'or au 31e Festival des Nations de Ebensee, Autriche, et soutenu par les ministères fédéraux autrichiens de l'Éducation, de la Science et de la Culture et par celui des Affaires étrangères).
Professeur à l'Université de Vienne, le politologue Dr Manoschek souligne l'intérêt de ce travail dans la réhabilitation de cet objecteur de conscience : « Grâce à cet ouvrage, nous avons un récit détaillé de la vie et du destin d'un Témoin de Jéhovah en Autriche. Au cours des recherches sur la national-socialisme, ce groupe religieux a été largement ignoré. »
Le Président de la République fédérale d'Autriche Heinz Fischer a rendu hommage au courage de Leopold Engleitner dans l'avant-propos de ce livre : « Cet objecteur de conscience, né à Salzbourg, n'a renoncé, ni à ses convictions religieuses, ni à ses principes, malgré les traitements cruels et indignes qui lui ont été infligés dans les prisons et dans les camps de concentration. […] C'est un ouvrage marquant sur les horreurs du national-socialisme, vécues et relatées par un homme d'exception. »